# Stig Elling
Stig Elling (født 15. marts 1947 i Kongens Lyngby) er dansk erhvervsleder og salgsdirektør i Star Tour. 
Elling stiftede som 17-årig Fortunrejser med kontor i forældrenes dagligstue og kom siden i lære i Raffels Rejser. I 1980 stiftede han Sol-Rejser, der efterfølgende gik sammen med Fritidsrejser, Falke Rejser og Team Sterling og blev til det nuværende Star Tour. Stig Elling var dog omkring Sun Way, ABC Rejser og Team Sterling, inden han i 1986 blev salgsdirektør i Star Tour. Han har også arrangeret helikopterflyvninger over København, akupunkturrejser til Mallorca og krydstogter i det Sydfynske Øhav. Han er kendt for en offensiv medieindsats, hvilket bl.a. sås under tsunamien i Indien i 2004, hvor han ofte orienterede om indsatsen for at redde turisterne hjem fra området. 
I 2005 gik han ind i kommunalpolitik. Som kandidat for Det Konservative Folkeparti blev han valgt til Frederiksberg Kommunalbestyrelse med næstflest stemmer – kun overgået af daværende borgmester Mads Lebech. Han blev efterfølgende formand for Arbejdsmarkedsudvalget og skabte også her medieomtale, da han i 2006 foreslog, at kommunens arbejdsløse kunne blive avisbude for de nye gratisaviser 24timer og Nyhedsavisen. I 2007 lod han sig opstille til Folketinget i Indre Bykredsen men trak sig allerede i august samme år grundet manglende tid.
Efter i mange år at have levet som homoseksuel i det skjulte, fortalte Stig Elling i 2007 i bogen Hele Sandheden om sit liv som enebarn i en familie, hvor faderen var alkoholiseret og moderen psykisk syg. Privat lever Stig Elling i dag i registreret partnerskab med privatrådgiver Steen Andersen, som han har dannet par med siden 1987. De blev endelig gift i Frederiksberg Kirke 15.juni 2012, og var dermed det første homoseksuelle par, der blev viet i en dansk folkekirke. Elling er opvokset som katolik og har gået i katolsk skole men valgte i 2010 at bryde med den katolske kirke i protest mod håndteringen af de mange sager om pædofili i den katolske kirke. Han meldte sig i stedet ind i folkekirken.
I 2006 blev Elling af Landsforeningen for Bøsser og Lesbiske kåret til Årets Homo ved den årlige uddeling af homopriser for offentligt at have stået frem som homoseksuel. Rejsemagasinet Take Off kårede ham i 2009 til den mest indflydelsesrige person i den danske rejsebranche.
I 2015 blev Elling ansat som rejseambassadør hos Bravo Tours.